# Crithe atomaria
Crithe atomaria is een slakkensoort uit de familie van de Cystiscidae. De wetenschappelijke naam van de soort is voor het eerst geldig gepubliceerd in 1860 door Gould.